# Klub Przyrodników
Klub Przyrodników (dawniej: Lubuski Klub Przyrodników) – pozarządowa organizacja ekologiczna, zajmująca się ochroną przyrody oraz edukacją ekologiczną. Klub powstał w roku 1983, formalnie został zarejestrowany w 1989. Siedziba klubu mieści się w Świebodzinie, obszarem działania jest cała Polska, szczególnie jednak Polska Zachodnia. Do działań klubu należą przede wszystkim: inwentaryzacje przyrodnicze, planowanie ochrony przyrody, organizowanie konferencji, sympozjów, szkoleń i warsztatów, opiniowanie aktów prawnych.
Do projektów realizowanych przez klub należą m.in. wdrażanie w Polsce sieci Natura 2000, ochrona muraw kserotermicznych, starych odmian drzew owocowych oraz chwastów polnych. Ważną sferę działalności stanowią projekty ochrony mokradeł, w tym szczególnie torfowisk. Liczne projekty ochrony mokradeł i małej retencji są realizowane we współpracy z nadleśnictwami. W latach 2004–2007 realizowany był duży projekt ochrony torfowisk bałtyckich w Polsce, finansowany przez Komisję Europejską w ramach instrumentu finansowego LIFE. Klub prowadzi też ekspozycje przyrodnicze i punkty informacji turystycznej, m.in. Muzeum Łąki w Owczarach, gdzie istnieje jego stacja terenowa. Druga stacja terenowa powstaje w miejscowości Uniemyśl w Górach Kamiennych.
Przy klubie działa też Wydawnictwo Klubu Przyrodników, publikujące książki i broszury o tematyce przyrodniczej, w tym poradniki. Klub wydaje również kwartalnik naukowy, poświęcony przyrodzie i jej ochronie – „Przegląd Przyrodniczy” oraz biuletyn „Bociek”. Prowadzi przyrodniczą księgarnię wysyłkową.